# Toussaint-Ange Cotelle
Pour les articles homonymes, voir Cotelle.
Toussaint-Ange Cotelle, né à Bléneau (Yonne) le 12 juin 1795 et mort à Beauvais le 1er août 1879, est un jurisconsulte et éditeur scientifique français.

## Biographie
Fils de Louis Barnabé Cotelle (1752-1827), professeur à la Faculté de droit de Paris, il fait l'École normale (1813) et obtient un doctorat en droit (1819). Il devient ensuite avocat aux Conseils du Roi et à la Cour de cassation (1823-1847) et professeur de droit de la Nature et des Gens à la Faculté de droit de Paris et de droit administratif à l'École des Ponts-et-Chaussées (1831-1856).
Il devient membre de l'Académie des sciences morales et politiques en 1845.

## Œuvres
- Un mot sur le contentieux du Conseil d’État, 1830
- Cours de droit administratif appliqué aux travaux publics, Carilian-Goeury, 1835
- Des permissions en matière de voirie urbaine et des travaux non confortatifs, 1836
- Ponts et chaussées et mines, 1838
- Cours de droit administratif appliqué aux travaux publics ou Traité théorique et pratique de législation et de jurisprudence..., Carilian-Goeury , 1838-1840
- Tableaux synoptiques du Cours administratif, 1841
- Cours de droit administratif (Notes supplémentaires), 1842
- Dissertation sur la propriété du lit des rivières non navigables ni flottables, Fain , 1847
- Code des travaux publics, 1848
- Analyse d'un mémoire sur l'ancienne corvée des chemins, Panckoucke , 1851
- Cours de droit administratif appliqué aux travaux publics (Tome 1), Dalmont et Dunod , 1859
- Cours de droit administratif appliqué aux travaux publics (Tome 2), Dalmont et Dunod , 1859
- Cours de droit administratif appliqué aux travaux publics (Tome 3), Dalmont et Dunod , 1859
- Cours de droit administratif appliqué aux travaux publics (Tome 4), Dalmont et Dunod , 1862
- Législation française des chemins de fer, Dunod , 1864
- Dissertation sur la question de savoir si le service de la Garde Nationale, commandée pour assister à une procession du Saint-Sacrement du culte catholique est obligatoire, Fain et Thunot

## Éditeur
- Principes du droit de la nature et des gens, et du droit public général de Jean-Jacques Burlamaqui, 1821
- Elemens du droit naturel, par Burlamaqui, 1820
- Journal du contentieux administratif et judiciaire des travaux publics, no 1-12, janvier 1848-décembre 1849